# 일원동 불국사 석불좌상
일원동 불국사 석불좌상((逸院洞 佛國寺 石佛坐像)은 대한민국 서울특별시 강남구 일원동 불국사에 있는 불상이다. 2007년 5월 10일 서울특별시의 문화재자료 제36호로 지정되었다.

## 지정 사유
이 불상은 고려말의 고찰(古刹)로 알려진, 서울시 일원동 소재 불국사 약사보전에 봉안되어 있는 석불좌상으로 전체크기는 79.5cm이다. 신체에 비해 얼굴이 크고, 머리에는 나발이 새겨져 있으며 머리 정상에는 계주가 표현되어 있다. 불상 아랫 부분에 균열이 있고, 전체적으로 호분이 여러 겹 칠해져 있어 원래의 얼굴 모습을 알아보기 어려우나 동그란 얼굴에 이목구비가 섬세한 원만한 얼굴이었을 것으로 추정된다.
불신(佛身)은 전체적으로 위축되었으며 머리의 크기에 비해서 어깨가 좁다. 두꺼운 대의(大衣)를 편단우견식으로 착의하였는데 대의 옷주름이 일정한 간격을 이루며 약간 투박하게 새겨져 있다.두 손은 마주 포개어 결가부좌한 다리 위에 올려 선정인(禪定印)을 결하고 있다.
이 석불상은 기본적으로 나말여초기에 유행했던 불상 형식을 계승하고 있으나 두부와 신체의 어색한 비례와 자연스럽지 않은 옷주름의 조각 등에서 볼 때, 고려말기의 조각으로 추정된다. 현재 사찰에서 약사불로 신앙되고 있으나 고려시대의 약사여래 도상과는 차이가 있으며 원래는 아미타불로 조성된 것이라 보인다. 여러 차례 개채(改彩), 보수되어 원래의 모습을 유지하고 있지는 않지만 고려후기 석불 조각의 지방양식을 잘 보여주는 불상으로 지정가치가 있어 서울시 문화재자료로 지정한다.

## 참고 자료
- 일원동 불국사 석불좌상 - 국가유산청 국가유산포털